# Lars Fischer

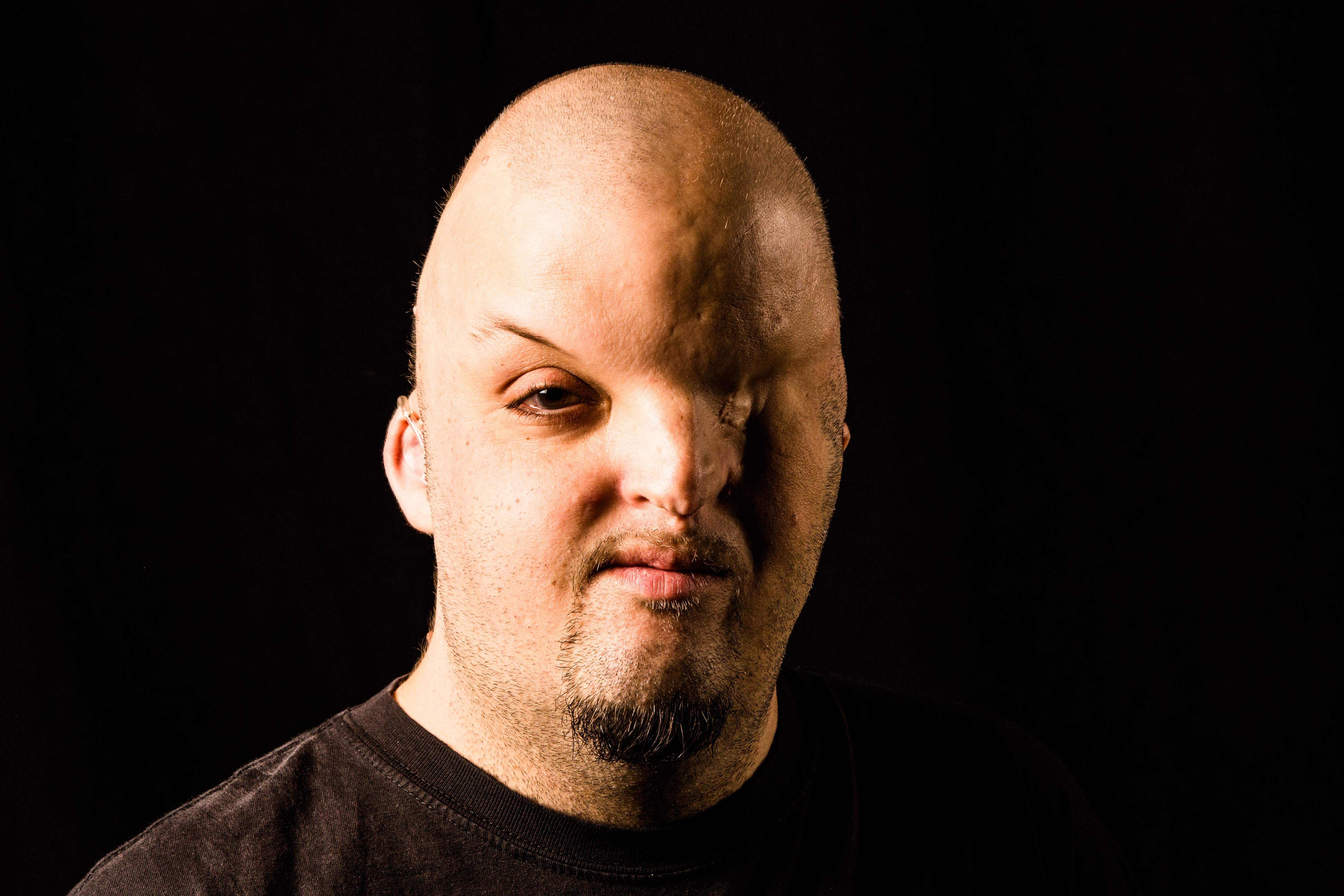
Lars Fischer auf der Frankfurter Buchmesse 2017

Lars Fischer (* 1978 in Hamburg) ist ein deutscher Wissenschaftsjournalist. Er arbeitet vor allem als Redakteur bei Spektrum der Wissenschaft, aber auch als freier Journalist und Blogger. Seine wichtigsten Arbeitsbereiche sind Chemie, Materialwissenschaften, Infektionskrankheiten, Naturkatastrophen und Quokkas.

## Biografie
Lars Fischer wurde mit der seltenen Erbkrankheit Fraser-Syndrom geboren, die verschiedene Fehlbildungen verursacht. Er absolvierte eine Ausbildung zum Chemielaboranten und arbeitete zunächst als Analytiker. Danach studierte er Chemie an der Universität Hamburg und schloss mit dem Diplom ab.
Seit 2008 arbeitet Fischer als Journalist und Redakteur bei spektrum.de und betreut die Blogplattform SciLogs, auf der er seit 2007 im Blog Fischblog privat schreibt. Gemeinsam mit Mike Zeitz, Redakteur bei Spektrum der Wissenschaft, betreibt er bei YouTube den Kanal Wir Werden Alle Sterben.
Im Jahr 2009 richtete er eine Petition an den deutschen Bundestag, in der er forderte, die Ergebnisse öffentlich geförderter Forschung müssten allen Bürgern kostenfrei zugänglich sein. Die Petition verfehlte das Quorum, stieß jedoch eine auch in überregionalen Medien aufgegriffene Debatte über Open Access an.
Im Jahre 2013 unterzog sich Fischer einer Nierentransplantation. Über die Vorbereitungen der Operation und den Eingriff selbst berichtete er ausführlich unter dem Twitter-Hashtag catchthekidney. Sein Bericht hat das öffentliche Interesse an dem Thema Organspende deutlich verstärkt und brachte Fischer 2013 einen Preis ein, der ihm auf der Frankfurter Buchmesse verliehen wurde.

## Auszeichnungen
- 2010: SciLogs-Preis
- 2012: TOP 10 des deutschen Wissenschaftsjournalismus (medium magazin)[6]
- 2013: Virenschleuder-Preis (seit 2016 Orbanism Award)
- 2022: GDCh-Preis für Journalisten und Schriftsteller[7]

## Schriften (Auswahl)
- Der Klimawandel-Haustürservice. In: Spektrum.de. 9. August 2021. online
- Infektionen bei Geimpften sicher verhindern. In: Spektrum.de. 7. Juli 2021. online
- Warum Covid-19 nie wieder verschwinden wird. In: Fischblog. 14. Januar 2021. online
- Warum unter den Coronatoten immer mehr Geimpfte sind. In: Spektrum.de. 29. Juni 2021. online
- Warum Hurrican Harvey so zerstörerisch ist. In: Fischblog. 28. August 2017. online
- Erdbeben in Nepal – Und bald kommt auch noch der Monsun. In: Zeit Online. 28. April 2015. online